# Rio Jaibaras
O Rio Jaibaras é um rio brasileiro que banha o estado do Ceará.
É um afluente do rio Acaraú. Em seu leito está construído o Açude Aires de Sousa no município de Sobral,  Mais precisamente no distrito de Jaibaras. Tambem recentemente construido  em seu leito a montante a Barragem Taquara no municipio de Cariré
1. 1 2  «Aspectos morfológicos da bacia hidrográfica do rio jaibaras» (PDF)